# Stanisław Kaplewski
Stanisław Kaplewski (ur. w 1958 r. na Wileńszczyźnie) – artysta malarz i grafik. Mieszka i tworzy w Wilnie.

## Życiorys
Ukończył Wileńską Szkołę Plastyczną w 1975 roku. W latach 1981–1986 studiował na wydziale malarstwa sztalugowego i grafiki Moskiewskiego Uniwersytetu Sztuk Pięknych. W latach 1984–1989, 2006-2016 pracował jako konserwator zabytków, m.in. w kościołach Świętego Ducha, Znalezienia Krzyża Świętego i Wniebowzięcia Najświętszej Maryi Panny w Wilnie. Przez wiele lat pracował jako plastyk dekorator. Wpływ na jego twórczość miało Wilno z zabytkową starówką i barokowymi kościołami. Częstym tematem jego prac są barokowe świątynie wileńskie. Jest autorem cyklu prac malarskich, m.in. „Portrety Artystów malarzy i ich twórczość”, „Poezja Polska”, „Dziwny jest ten świat”, „Ziemskie pielgrzymowanie”. Jest autorem ilustracji do m.in. Apokalipsy św. Jana, Boskiej komedii, Wilna – miasta niezwykłego. 
Jest współzałożycielem Twórczego Związku Polaków na Litwie „Elipsy”, którego był członkiem w latach 1993–2017. Brał udział w ponad stu wystawach na Litwie, w Polsce, Niemczech, Francji i Stanach Zjednoczonych. Jego prace znajdują się w zbiorach prywatnych w: Polsce, Niemczech, Czechach, Włoszech, Izraelu, USA, Kanadzie, Anglii, Francji, Rosji, Szwajcarii, Australii i na Litwie.